# Gentaro Takahashi
Gentaro Takahashi (高橋 元太郎 Takahashi Gentaro?) (28 de octubre de 1974) es un luchador profesional japonés, famoso por su trabajo en varias empresas de Japón.

## En lucha
- Movimientos finales
  - Yoshiwara Daien Mai[2] (High-angle senton bomb)
  - Diving elbow drop[1]
  - Shooting star press[1][2]
  - Superkick[1][2]

- Movimientos de firma
  - Maya Suplex[3] (Bridging straight jacket suplex)
  - Cartwheel over the top rope suicide moonsault
  - Cross armbar
  - Crucifix pin
  - Diving corkscrew senton[2]
  - Double underhook facebuster[2]
  - Dropkick, a veces desde una posición elevada
  - Flying forearm smash seguido de kip-up - adoptado de Shawn Michaels
  - Second rope springboard moonsault, a veces hacia fuera del ring[2]
  - Sharpshooter[1]
  - Snapmare transicionado en modified cradle pin
  - Vertical suplex swinging neckbreaker

## Campeonatos y logros
- Apache Pro Wrestling
  - BJPW Tag Team Championship (1 vez) - con Takashi Sasaki
  - WEW Tag Team Championship (1 vez) - con The Winger
  - UWA/UWF Intercontinental Tag Team Championship (1 vez) - con YOSHIYA

- Daiwa Entertainment Pro Wrestling
  - DEP Openweight Tag Team Championship (1 vez) - con Kenta Kosugi

- Dramatic Dream Team
  - DDT Extreme Championship (1 vez)
  - DDT Ironman Heavymetalweight Championship (2 veces)
  - DDT KO-D Openweight Championship (1 vez)
  - DDT KO-D Tag Team Championship (4 veces) - con YOSHIYA (1), Takashi Sasaki (2) & Yasu Urano (1)

- Ice Ribbon
  - International Ribbon Tag Team Championship (1 vez) - con Mai Ichii

- Kaientai Dojo
  - Independent Junior Heavyweight Championship (1 vez)
  - UWA World Middleweight Championship (1 vez)
  - K-Award Lucha en parejas del año (2007) con YOSHIYA contra Makoto Oishi & Shiori Asahi el 1 de diciembre

- World Entertainment Wrestling
  - WEW Tag Team Championship (1 vez) - con Takashi Sasaki

- Wrestling Marvelous Future
  - WMF Junior Heavyweight Championship (1 vez)